# فيكتور ليسيتسكي
فيكتور نيكيتوفيتش ليسيتسكي (بالروسية: Ви́ктор Ники́тович Лиси́цкий) (من مواليد 18 أكتوبر 1939) لاعب جمباز روسي شارك في جميع أحداث الجمباز الفني في دورة الألعاب الأولمبية الصيفية 1964 والألعاب الأولمبية الصيفية 1968 وفاز بخمس ميداليات فضية ، ثلاث ميداليات في عام 1964 واثنتان مع المنتخب السوفيتي ، في عامي 1964 و 1968.